# Eleições provinciais nos Países Baixos em 2007
As eleições provinciais nos Países Baixos de 2007 realizaram-se no dia 7 de Março.
Mais de 12.240.000 eleitores foram chamados às urnas para escolherem um total de 564 representantes na Assembleia Provincial. Foram instaladas mais de dez mil secções de voto por todo o país.
A camada provincial situa-se entre as autoridades municipais e o governo central na Haia. Tem um papel coordenador e habitualmente não atrai muitas atenções, apesar destes votos determinarem indirectamente os membros do Senado, a Câmara Alta do Parlamento Holandês, uma vez que os seus 75 membros serão eleitos pelas novas assembleias provinciais.
A afluência às urnas foi de apenas 46.3%.

## Resultados
O governo holandês conseguiu uma vitória através da União Cristã, um pequeno partido da coligação, através dos dois assentos obtidos por estes. Graças a estes assentos, a coligação governamental pode contar com 41 dos 75 assentos no novo Senado.
Tal como nas eleições de Novembro de 2006, o grande vencedor acabou por ser o Partido Socialista, que passou de 4 para 12 lugares no Senado.
Outra novidade foi a conquista por parte do Partido para os Animais de um lugar no Senado.
O primeiro-ministro Jan Peter Balkenende congratulou-se com o facto de o governo poder continuar a contar com o apoio da Câmara Alta do Parlamento.
Os 564 membros dos parlamentos provinciais agora eleitos, seleccionarão os membros do Senado no próximo dia 29 de Maio de 2007.